# بوبي راي إينمان
بوبي راي إينمان (بالإنجليزية: Bobby Ray Inman)‏ هو ضابط أمريكي، ولد في 4 أبريل 1931 في مقاطعة أبشور في الولايات المتحدة.

## وصلات خارجية
- بوبي راي إينمان على موقع الموسوعة البريطانية (الإنجليزية)
- بوبي راي إينمان على موقع إن إن دي بي (الإنجليزية)